# عباس ناصر
عباس ناصر (مواليد: 1976، لبنان). مراسل صحفي، برز في تغطية الأحداث السياسية في لبنان، خاصة حرب تموز 2006. وعمل مع عدد من المحطات الإذاعية، منها: قناة العالم، إذاعة مملكة البحرين وقناة الجزيرة الفضائية، وقناة الغد وله مقالات في صحف عديدة. ومن المحطات البارزة في حياته العملية، مشاركته في رحلة أسطول الحرية، حيث تم اعتقاله من قبل القوات الإسرائيلية مع بقية المتضامنين الذي سعوا إلى تقديم المساعدات إلى أهالي غزة.بعد حرب غزة عمل ناصر مديرا لقناة الغد الإخبارية.

## رحلة أسطول الحرية
شارك عباس ناصر في رحلة أسطول الحرية، وساهم في تغطية وقائع هذه الرحلة كمراسل لقناة الجزيرة الفضائية، وقام بنقل بداية الإنزال العسكري الإسرائيلي على سفينة مافي مرمرة على الهواء مباشرةً قبل أن يعتقله الجنود الإسرائليين، وقد تمكّن من إجراء هذه المراسلة بعد أن ساعده بعض المتضامنين بأن قاموا برفع أصواتهم مسببين في «تشويش بشري» حتى لا ينتبه الجنود الإسرائيليين لذلك، وبعد وقت قصير هجم عليه الجنود ونزعوا منه هاتفه.
في التحقيق الإسرائيلي معه في أسدود، طلب منه أحد المحققين أن يوقّع على ورقة يقر فيها بدخوله إسرائيل بطريقة غير مشروعة، وردّ عليه عباس ناصر قائلاً: «إسرائيل غير موجودة بالنسبة إلي. أنتم قراصنة واختطفتمونا. أنا صحافي وجيشك قد اختطفني من المياه الدولية»، وبعد أسدود تم نقله إلى بئر السبع حيث واصل الموساد التحقيق معه، وصادر منه الإسرائيليون أغراضه عدا محفظته وجواز سفره، وذكر عبّاس أنه تعرض إلى الضرب من قبل الإسرائليين، وأنهم حاولوا استفزازه أكثر من مرة عبر تفوهم بعبارات مهينة له، منها: «العرب كلاب»، وأكّد عباس ناصر في مقابلة مع صحيفة السفير اللبنانية ثقته أثناء الاعتقال بأنه سيعود إلى لبنان قائلاً: «اللبناني صار عبئاً عليهم وخلفه صواريخ».

## رحيله عن الجزيرة
في سنة 2010 غادر مراسل قناة الجزيرة في بيروت عباس ناصر القناة إلى غير رجعة بعد خلافات وصفت «بالمستعصية» مع مدير مكتب الجزيرة في لبنان غسان بن جدو. حيث أشارت مصادر صحفية إلى أن الصراع بين الطرفين قائم على أساس السلطة في مكتب بيروت  ومباشرة بعد علم قناة بي بي سي بالخبر سارعت إلى التعاقد مع عباس ناصر.